# Беликов, Юрий Владимирович
Ю́рий Влади́мирович Бе́ликов (род. 1967, Одесса) — украинский архитектор, главный архитектор проектной студии «Бельэтаж», член Союза архитекторов Украины, лауреат Государственной премии Украины (2009).

## Биография
Сын одесского архитектора В. В. Беликова. В 1991 году окончил Одесскую государственную академию строительства и архитектуры. В 1995 году создал архитектурную группу «Бельэтаж». Лауреат украинских и российских архитектурных конкурсов. Проектировал клубы, офисные и жилые здания, рестораны, гостинично-торговые комплексы для Одессы, Киева, Донецка, городов Крыма, Москвы.

## Награды
- Призёр конкурса «Интер-year» (2000, 2001, 2002, 2003)
- Призёр конкурса «Созидание» (2002, 2003)
- Лауреат «Архитектурной премии»

## Проекты
- Жилой комплекс «Белый парус» (в соавторстве с архитекторами Натальей Владимировной Исаковой, Еленой Евгеньевной Юзиковой и Раисой Даниловной Царенко) г. Одесса
- Ночной клуб «Ибица» (в Аркадии, г. Одесса) премия «Общественный интерьер» (2003);
- Ресторан «Нобель» (г. Киев)
- Банный комплекс (г. Одесса)
- Ночной клуб «Палладиум» (г. Одесса)
- Жилой комплекс «Ренессанс» (г. Одесса)

## Семья
- Сын — Никита Юрьевич Беликов